# Црква Светог великомученика Прокопија у Шуману
Црква Светог великомученика Прокопија у Шуману, насељеном месту на територији општине Лебане, православни је храм који припада Епархији нишкој Српске православне цркве.
Црква посвећена Светом великомученику Прокопију подигнута је 1887. године на гробовима погинулих официра и војника у Српско- турском рату 1877. године, где су три гроба данас видљива испред цркве. Храм је тешко пострадао у Другом светском рату.
Обновљен је након рата трудом проте Николе Димитријевића и председника црквене општине Томе Николића. Храм је опљачкан 1965. године, када је однет скоро цео инвентар.